# ليندا إيجيفور
ليندا إيجيفور (بالإنجليزية: Linda Ejiofor)‏ (مواليد 17 يوليو 1986)، هي مُمثلة وعارضة أزياء نيجيرية.

## أعمالها

### الأفلام
| السنة | عُنوان العمل         | الدور      | مُلاحظات |
| ----- | ------------------- | ---------- | --- |
| 2012  | اللقاء              | إيجورا     | رُفقة كُل من ريتا دومينيك ونسي إيكبي إيتيم. رُشحت لنيل جائزة الأكاديمية الأفريقية للأفلام لأفضل ممثلة في دور مساعد في إطار حفل توزيع جوائز الأكاديمية الأفريقية للأفلام التاسع. |
| 2013  | غرفة سرية           | آدا أوبيكا | رُفقة أوه. سي. أوكيجي |
| 2015  | Out of Luck         | حليمة      | رُفقة كُل من توبي تيديلا، وجيدي كوسوكو، وWole Ojo، وسامباسا نزيريب |
| 2015  | جحيم الجنة          |            | رُفقة كُل من نسي إيكبي إيتيم، وبيمبو أكينتولا، وأوه. سي. أوكيجي، وداميلولا أديغبيتي                                                                                            |
| 2016  | Suru L'ere          |            | رُفقة كُل من بيفرلي نايا، وكيمي لالا أكيندوجو، وتوبي تيديلا، وإينيينا نويغوي، وغريغوري أوجوفوا وبيكيا دوغلاس.                                                                  |
| 2015  | قصة جندي            | ريجينا     | رُفقة كُل من توبي تيديلا، وشيكو أليغويكوي، وأديسوا إتومي، وزينب بالوغون |
| 2016  | أوجوكوكورو          |            | رُفقة كُل من توبي تيديلا، وCharles Etubiebi، وSeun Ajayi، وShawn Faqua، وWale Ojo، وعلي نوهو                                                                                   |
| 2018  | نعمة الضربة القاضية | أوبي       | |
| 2019  | كبالي               |            | رُفقة كُل من Inidima Okojie، وKunle Remi، وUzor Arukwe، وNkem Owor، وIK Osakioduwa                                                                                             |

### المسلسلات
| السنة           | العُنوان الأصلي للعمل | الدور  | مُلاحظات                   |
| --------------- | -------------------- | ------ | ------------------------- |
| 2007 – حتى الان | Tinsel               | بيمبي  |                           |
| 2014            | Dowry                | نايك   | رُفقة أوه. سي. أوكيجي      |
| 2018            | Rumour Has It        | دولابو | مُسلسل من إنتاج نداني تيفي |
| 2019            | Flat 3B              | نيكا   | رُفقة ماولي غافور          |

## الجوائز والترشيحات
| السنة | حفل توزيع الجوائز                                   | الجائزة                      | عُنوان الفيلم | النتيجة |
| ----- | --------------------------------------------------- | ---------------------------- | ------------ | ------- |
| 2013  | حفل توزيع جوائز الأكاديمية الأفريقية للأفلام الخامس | أفضل مُمثلة في دور مٌساعد      | اللقاء       | رُشِّح     |
| 2013  | جوائز أفلام نوليوود                                 | أفضل مُمثلة صاعدة             | اللقاء       | رُشِّح     |
| 2014  | جوائز إيلوي                                         | أفضل مُمثلة في مُسلسل تلفزيوني | جهاز العروس  | رُشِّح     |
| 2015  | جوائز أفريقيا ماجيك للمشاهدين                       | أفضل مُمثلة في دور مُساعد      | اللقاء       | فوز     |

## روابط خارجية
ليندا إيجيفور على موقع IMDb (الإنجليزية)